# Уеб хостинг
Уеб хостингът (на английски: web hosting) е вид хостинг, като при него става въпрос за разполагане само на уеб базирано съдържание върху отдалечен сървър, най-често интернет сървър. Много често уеб хостинг и хостинг се използват като синоними, макар че хостинг е по-обобщен термин, който включва мейл хостинг, FTP хостинг, уеб хостинг и т.н.
Под уеб базирано съдържание се има предвид статични уеб сайтове (първичния тип сайтове), уеб приложения/апликации и сайтове, изградени с помощта на система за управление на съдържанието (CMS).

## Функции на уеб хостинга и процеси
1. На уеб хостинга посредством сървъра (физическата машина) се съхраняват файловете на вашия сайт или уеб приложение.
2. Уеб хостингът осигурява достъпност на вашия уеб сайт/приложение в мрежата.

При въвеждане на заявка за отваряне на страница на сайт, браузърът на компютъра/мобилното устройство изпраща сигнал чрез URL адреса на сайта към сървъра, на който той се съхранява. Сървърът обработва тази заявка, събира и подготвя необходимата информация за визуализиране на страницата и я изпраща обратно като отговор. Това може да се отнася както за страница от сайт, така и за уеб приложение, отделен файл и пр. данни, които се съхраняват на уеб хостинга. При получаване на отговор от сървъра браузърът визуализира съдържанието, като целият процес обикновено трае не повече от 3 секунди.

## Уеб хостинг елементи
Уеб хостингът функционира с помощта на редица елементи, без които услугата по съхраняване и връзка на данни не би била възможна.

### Сървър
Сървърът представлява физическото оборудване, на което се съхраняват данни. Сървърът е много бърз и мощен компютър, който обслужва сайтове, приложения и данни.

### Център за данни
Центърът за данни (Data centre) представлява физическата сграда, в която се помещават множество сървъри. Тези центрове се обслужват със специален режим на електричество, охлаждане, поддръжка и охраняване, за да се осигури нормалната работа на сървърите, помещаван вътре в тях. Те осигуряват на сървърите достъп до бърз интернет с висока свързаност.
Има различни видове центрове за данни според класа (Tier 3, Tier 4 и др.).

### Софтуер
Сървърът съхранява и използва редица софтуери. Пример за софтуер е и контролният панел за управление на уеб хостинг акаунт – cPanel. Контролният панел позволява лесна работа в сървъра без нуждата от специализирани технически познания. В общия случай при закупуване на хостинг услуга cPanel се предоставя за безплатно ползване от потребителя, като разходите за него се поемат от фирмата, тъй като е пантентован и платен софтуер.
Друг пример за софтуер е операционната система, на която работи сървърът. Има два типа хостинг план според платформата (основния софтуер) на сървъра – Linux и Windows (ASP.Net). По-разпространен е Linux хостингът, а Windows обикновено се използва за по-специфични нужди, тъй като лицензът за него е по-скъп в сравнение с Linux софтуера.

### Интернет връзка
Уеб хостинг центровете за данни се нуждаят от интернет връзка, за да функционират правилно сървърите, съхранявани в тях. Интернет връзката е с няколко пъти по-голяма бързина от стандартната интернет връзка, предлагана като потребителска услуга за дома или офиса. Интернет услугите подсигуряват осъществяването на милиони заявки едновременно, които се изпращат към сървърите в центъра за данни.

### Техническа поддръжка
Техническата поддръжка е основен елемент за безпроблемната работа на сървъра. При възникване на проблем със съхраняваните данни или с достъпа до тях, технически екип отговаря за неговото бързо идентифициране и ефективно отстраняване.
Техническата поддръжка включва екип от специалисти, които да бъдат на линия денонощно (според услугата на компанията), както и разработена база данни от статии и списък с често задавани въпроси, чрез които потребителите да могат да реагират сами, когато възможностите им го позволяват.

## Уеб хостинг услуга
Уеб хостингът, който осигурява съхранението и правилната работа на уеб сайт/приложение, представлява услуга, предлагана от хостинг компании. Хостинг услугата осигурява наемането на виртуално пространство – част от сървърите на хостинг компанията, което позволява да се съхраняват/хостват файлове и софтуери, нужни за нормалното зареждане и функциониране на сайт. За улесняване на процесите по управление на сървъра, хостинг фирмите предоставят инструменти за лесна навигация и работа в наетото виртуално пространство според параметрите на избрания хостинг план.
Характеристиките на уеб хостинга включват:
- Скорост на работа (оказва влияние на скоростта на зареждане на сайтовете, съхранявани на сървъра)
- Свързаност/ Bandwidth (количеството данни, което физически може да се изпрати през мрежата от сайта към крайните потребители за точно определен времеви период – обикновено за месец)
- Съхранение на данни/Storage (размер на заетото дисково пространство на сървъра)
- Скалируемост (ъпгрейд или възможност за преминаване от един вид хостинг към друг)
- Технология (предлаганите от сървъра технологии за работа като WordPress, Drupal, Joomla, Magento, Zen Cart и др.)
- Контролен панел/ cPanel (за управление на хостинг акаунти)
- Поддръжка (техническa поддръжка)

### WordPress хостинг
Нов тип услуга, създадена специално за сайтове, изградени върху WordPress платформа. Представлява споделен хостинг, където се съхраняват файловете на огромен процент WordPress сайтове. Хостинг планът е изцяло оптимизиран и настроен за инсталацията и функционирането на WordPress. Услугата се появява, за да отговори по възможно най-добрия начин чрез техническите параметри на хостинга на нуждите на WordPress сайтовете.